# Canabidiol
O canabidiol (CBD) é uma das mais de 400* substâncias químicas canabinoides encontradas na Cannabis sativa, e que constitui grande parte da planta, chegando a representar mais de 40% de seus extratos.
Diferente do principal canabinoide psicoativo na maconha, o delta-9-tetra-hidrocanabinol (THC), o canabidiol não produz euforia nem intoxicação. Canabinoides têm seu efeito principalmente ao interagir com receptores específicos nas células do cérebro e do corpo: o receptor CB1, encontrado principalmente nos neurônios e células gliais em várias partes do cérebro, e o receptor CB2, encontrado principalmente no sistema imune. Por sua vez, os efeitos eufóricos do THC são causados pela sua ativação dos receptores CB1. O CBD tem uma afinidade muito baixa por esses receptores (100 vezes menos que o THC) e quando se liga a ele produz pouco ou nenhum efeito. Há evidência crescente que o canabidiol age em outros sistemas de sinalização cerebral, e que isso pode ser importante para seus efeitos terapêuticos. As flores CBD, ricas em canabidiol, oferecem vários métodos de consumo para maximizar os seus benefícios para a saúde. 
No Brasil, o canabidiol já pode ser prescrito por médicos psiquiatras, neurologistas e neuro-cirurgiões em receita especial de duas vias. Em 2015, a ANVISA remanejou a substância para a Lista C1 do Controle Especial, fazendo com que a mesma deixasse de fazer parte da lista de substâncias proibidas (proscritas).

## Estudos
Estudos clínicos rigorosos ainda são necessários para se avaliar o potencial clínico do canabidiol para condições específicas. Entretanto, pesquisas pré-clínicas (incluído culturas celulares e modelos animais) têm mostrado que o canabidiol tem diversos efeitos que podem ser úteis terapeuticamente.

### Efeitos anticonvulsionantes
Inúmeros estudos durante as últimas duas décadas ou mais relataram que o canabidiol tem atividade anticonvulsionante, reduzindo a severidade de convulsões em modelos animais. Além disso, houve vários estudos de caso e relatos anedóticos sugerindo que o canabidiol pode ser efetivo no tratamento de crianças com epilepsia resistente a medicamentos. No entanto, apenas houve alguns pequenos ensaios clínicos randomizados que examinaram a eficácia do CBD como tratamento para a epilepsia; Três dos quatro estudos relataram resultados positivos, incluindo diminuição da frequência de convulsões. No entanto, os estudos sofreram falhas de design significativas, incluindo falha na quantificação completa da frequência basal de ataque, análise estatística inadequada e falta de detalhes suficientes para avaliar e interpretar adequadamente os achados. Portanto, informações atualmente disponíveis são insuficientes para se tirar conclusões decisivas sobre a eficácia do canabidiol como tratamento para a epilepsia; uma recente revisão Cochrane concluiu que há necessidade de "uma série de ensaios devidamente projetados, de alta qualidade e adequadamente conduzidos".

### Efeitos neuroprotetores e anti-inflamatórios
O CBD também tem demonstrado ter propriedades neuroprotetoras tanto em culturas celulares quanto em modelos animais de diversas doenças neurodegenerativas, incluindo mal de Alzheimer, derrame, excitotoxicidade por glutamato,esclerose múltipla, mal de Parkinson e neurodegeneração causada por abuso de álcool. Um estudo duplo-cego, realizado também pela Faculdade de Medicina de Ribeirão Preto (FMRP), mostrou que o canabidiol pode ser eficaz no tratamento de pacientes com mal de Parkinson, apresentando melhoras na qualidade de vida e no bem-estar destes pacientes.

### Efeitos antitumorais
Além de pesquisas sobre o uso de canabinoides em tratamentos paliativos contra câncer – redução de dor e náusea e aumento de apetite – há diversos relatos pré-clínicos demostrando efeitos antitumorais do CBD em culturas celulares e em modelos animais. Esses estudos observaram viabilidade celular reduzida, morte aumentada das células cancerosas, crescimento tumoral reduzido, e inibição de metástase. Esses efeitos podem ser devidos aos efeitos antioxidante e anti-inflamatório do canabidiol; no entanto esses achados ainda não foram explorados em pacientes humanos.

### Efeitos antipsicóticos
A maconha pode produzir episódios psicóticos agudos em altas doses e vários estudos ligaram o uso de maconha ao aumento do risco de psicose crônica em indivíduos com fatores de risco genéticos específicos. Pesquisas sugerem que esses efeitos são mediados por THC, e sugeriu-se que o CBD possa mitigar esses efeitos.
Houve alguns ensaios clínicos em pequena escala em que os pacientes com sintomas psicóticos foram tratados com canabidiol, incluindo relatos de casos de pacientes com esquizofrenia que relataram resultados conflitantes; um pequeno estudo de caso em pacientes com doença de Parkinson com psicose, que relataram resultados positivos; e um pequeno ensaio clínico randomizado que relata melhora clínica em pacientes com esquizofrenia tratados com CBD.
Um estudo da Universidade de São Paulo demonstrou a função antipsicótica do canabidiol. Este estudo deve servir como base para a  criação de um medicamento antipsicótico atípico para o tratamento da esquizofrenia.
Grandes ensaios clínicos randomizados seriam necessários para avaliar completamente o potencial terapêutico do canabidiol para pacientes com esquizofrenia e outras formas de psicose.

### Efeitos ansiolíticos
O CBD mostrou eficácia terapêutica em uma variedade de modelos animais de ansiedade e estresse, reduzindo as medidas comportamentais e fisiológicas (por exemplo, frequência cardíaca) do estresse e da ansiedade. Além disso, o canabidiol mostrou eficácia em pequenos ensaios clínicos e laboratoriais humanos. O CBD reduziu a ansiedade em pacientes com ansiedade social sujeitos a uma tarefa de fala pública estressante. Em um protocolo de laboratório projetado para modelar distúrbios de estresse pós-traumático, a CBD melhorou a "consolidação da aprendizagem de extinção", ou seja, o esquecimento de lembranças traumáticas. Os efeitos de redução de ansiedade do canabidiol parecem ser mediados por alterações na sinalização do receptor 1A de serotonina, embora o mecanismo preciso ainda necessite ser elucidado e mais pesquisas sejam necessárias.

### Eficácia para o tratamento de transtornos de uso de substâncias
Achados pré-clínicos iniciais também sugerem que o CBD pode ter valor terapêutico como tratamento de transtornos de uso de substâncias. O canabidiol reduziu os efeitos gratificantes da morfina e diminuiu a procura por heroína em modelos animais.

### Segurança do canabidiol
Uma revisão de 25 estudos sobre a segurança e a eficácia da CBD não identificou efeitos colaterais significativos em uma ampla gama de doses, incluindo regimes de dose aguda e crônica, usando vários modos de administração.

## Farmacodinâmica
O canabidiol tem uma afinidade muito baixa pelos receptores canabinoides CB1 e CB2, mas atua como um antagonista indireto desses receptores. Pode potencializar os efeitos do THC ao aumentar a densidade do receptor CB1 ou através de outro mecanismo relacionado ao receptor CB1.
Verificou-se que o canabidiol atua como um antagonista do GPR55, um receptor acoplado à proteína G e receptor canabinoide putativo que é expresso no núcleo caudado e putâmen no cérebro. Também foi demonstrado que atua como um agonista parcial do receptor 5-HT1A e esta ação pode estar envolvida em seus efeitos antidepressivo, ansiolítico, e neuroprotetor. É também um modulador alostérico dos receptores opioides mu e delta.

## Interações farmacocinéticas
Há evidências pré-clínicas que sugerem que o canabidiol pode reduzir a depuração plasmática de THC, aumentando modestamente a sua concentração plasmática, resultando em uma maior quantidade de THC disponível para os receptores, aumentando o seu efeito de forma dependente da dose. Apesar disso, a evidência disponível em humanos não sugere efeito significativo do CBD nos níveis plasmáticos de THC.

## Química
O canabidiol é insolúvel em água, mas é solúvel em solventes orgânicos como o pentano. À temperatura ambiente, é um sólido cristalino incolor. Em meios fortemente básicos e a presença de ar, é oxidado para uma quinona. Em condições ácidas cicliza para THC. A síntese de canabidiol foi realizada por vários grupos de pesquisa.

## Leis

#### Brasil
O uso de canabidiol para uso terapêutico foi discutido pelo Supremo Tribunal Federal, sancionado nas instâncias judiciárias menores (STJ, etc) e regulamentado pela Agência Nacional de Vigilância Sanitária, sendo permitida a comercialização de substâncias com canabidiol e com tetraidrocanabinol com autorização expressa de instâncias judiciárias e com autorização excepcional da ANVISA.
Acerca de sua prescrição para crianças e adolescentes, em 14 de outubro de 2022, o Conselho Federal de Medicina editou uma resolução autorizando o uso da substância "como terapêutica médica, se indicadas para o tratamento de epilepsias na infância e adolescência refratárias às terapias convencionais na Síndrome de Dravet e Lennox-Gastaut e no Complexo de Esclerose Tuberosa". Todavia, após críticas de várias entidades, em 24 de outubro, o CFM suspendeu os efeitos da resolução.

#### Portugal
O consumo de drogas foi descriminalizado no país em 2000, passando a conduta a ser tratada na esfera cível. O uso do canabidiol para fins medicinais passou a ser autorizado em 2018 com a Lei n.º 33/2018. No ano seguinte, veio a regulamentação da utilização de medicamentos, preparações e substâncias à base da planta da canábis para fins medicinais, através do Decreto-Lei n.º 8/2019.

#### Estados Unidos
Nos Estados Unidos, o canabidiol é permitido na maioria dos estados sem a necessidade de prescrição médica, podendo ser comprado online.[carece de fontes?]